# Paolo Maffei
Pour les articles homonymes, voir Maffei.
Paolo Maffei (né le 2 janvier 1926 à Arezzo – mort le 1er mars 2009 à Foligno) est un astrophysicien et vulgarisateur scientifique italien. Il est connu pour avoir écrit plusieurs ouvrages sur l'histoire de l'astronomie et sur la vulgarisation de cette dernière.
Il a été directeur de l'observatoire astrophysique de Catane et a travaillé à Arcetri, Bologne, Asiago et Hambourg. Pionnier de l'astronomie infrarouge à la fin des années 1950, il a étudié les comètes, les étoiles variables, les galaxies ainsi que l'évolution de l'Univers. Il a découvert au moins 2 galaxies : Maffei 1 et Maffei 2.
L'astéroïde (18426) Maffei a été nommé en son honneur.

## Publications
- Al di là della Luna (1973)
- I mostri del cielo (1976)
- L'universo nel tempo (1982)
- La cometa di Halley: dal passato al presente (1984)
- Giuseppe Settele, il suo diario e la questione galileiana (1987)